# Muntar al-Abl
Muntar al-Abl (arab. منطار العبل) – wieś w Syrii, w muhafazie Hims. W 2004 roku liczyła 378 mieszkańców.